# Play (album Moby’ego)
Play – szósty album studyjny Moby’ego, wydany w 1999 roku.

## Album
Play był pierwszym albumem muzycznym w historii, z którego wszystkie utwory były zamieszczone w jakichś filmach, programach telewizyjnych bądź reklamach. Według magazynu Wired, piosenki z Play „zostały sprzedane setki razy [...] licencyjne interesy były tak szokująco zyskowne, że album był sukcesem finansowym miesiące przed tym, zanim osiągnął multiplatynową sprzedaż."
Po tym, jak album ujrzał światło dzienne, Moby wyjaśnił, że sprzedał tyle licencji na wykorzystanie jego utworów, ponieważ był to jedyny sposób, by mógł słyszeć własne utwory. Poprzedni album Moby’ego, Animal Rights, próbował wkroczyć na scenę rocka alternatywnego, jednakże nie pozyskał wielu słuchaczy. Na poprzednich jego albumach dominował głównie ambient i elektroniczna muzyka taneczna, ale przeszły one bez większego echa w Stanach Zjednoczonych. Play natomiast okazał się wielkim sukcesem.
Widoczny gołym okiem sukces albumu był rezultatem strategii marketingowej. Album pozostawał na listach przebojów przez kilka lat i pobił spodziewane wyniki sprzedaży tak dla Moby’ego (który był wcześniej mało znany tak w USA, jak i w Europie, gdzie jednak dzięki Play stał się sławny) jak i muzyki dance.
W Stanach Zjednoczonych od momentu debiutu sprzedano dwa miliony egzemplarzy albumu, a na świecie - dziesięć milionów. W związku z albumem nagrano osiem singli; ostatni z nich znajdował się na listach przebojów jeszcze w roku 2001. Dzięki Play Moby stał się rozpoznawalną na całym świecie gwiazdą. Na jego kolejnych albumach często pojawiał się charakterystyczny śpiew Moby’ego, często wraz z wokalistkami i samplami podobnymi do tych, jakie występowały na Play. Na albumach poprzedzających Play rzadko pojawiał się głos Moby’ego.
W 2000 roku płyta Play została wydana z kilkoma utworami typu B-side (w 2004 roku została wydana oddzielna płyta z tymi utworami: Play: The B Sides). W tym samym roku mix piosenki „South Side” (nagranej wraz z Gwen Stefani) został wydany jako singel. Później zamieszczono go na płycie Play w zastępstwie oryginału, który z kolei znalazł się na płycie Go: The Very Best of Moby.
W książeczce dołączonej do płyty Moby zadeklarował jego wiarę chrześcijańską. Znajduje się tam także pięć krótkich esejów Moby’ego na tematy takie, jak weganizm, fundamentalizm i humanitaryzm.

## Nagrody i krytyka
Album dostał nagrodę Village Voice Pazz & Jop za najlepszy album roku 1999. W roku 2003 album zdobył 341 miejsce na liście 500 albumów wszech czasów magazynu Rolling Stone. Album spotkał się jednakże również z krytycznymi opiniami. Połączenie gospelu i muzyki house zostało przez niektórych skrytykowane jako przywłaszczenie sobie przez Moby’ego dorobku często anonimowych artystów i muzyków.

## Lista utworów
1. „Honey” – 3:28
2. „Find My Baby” – 3:59
3. „Porcelain” – 4:01
4. „Why Does My Heart Feel So Bad?” – 4:24
5. „South Side” – 3:49
6. „Rushing” – 3:00
7. „Bodyrock” – 3:36
8. „Natural Blues” – 4:13
9. „Machete” – 3:37
10. „7” – 1:02
11. „Run On” – 3:45
12. „Down Slow” – 1:34
13. „If Things Were Perfect” – 4:18
14. „Everloving” – 3:25
15. „Inside” – 4:48
16. „Guitar Flute & String” – 2:09
17. „The Sky Is Broken” – 4:18
18. „My Weakness” – 3:37